# Sandalfón

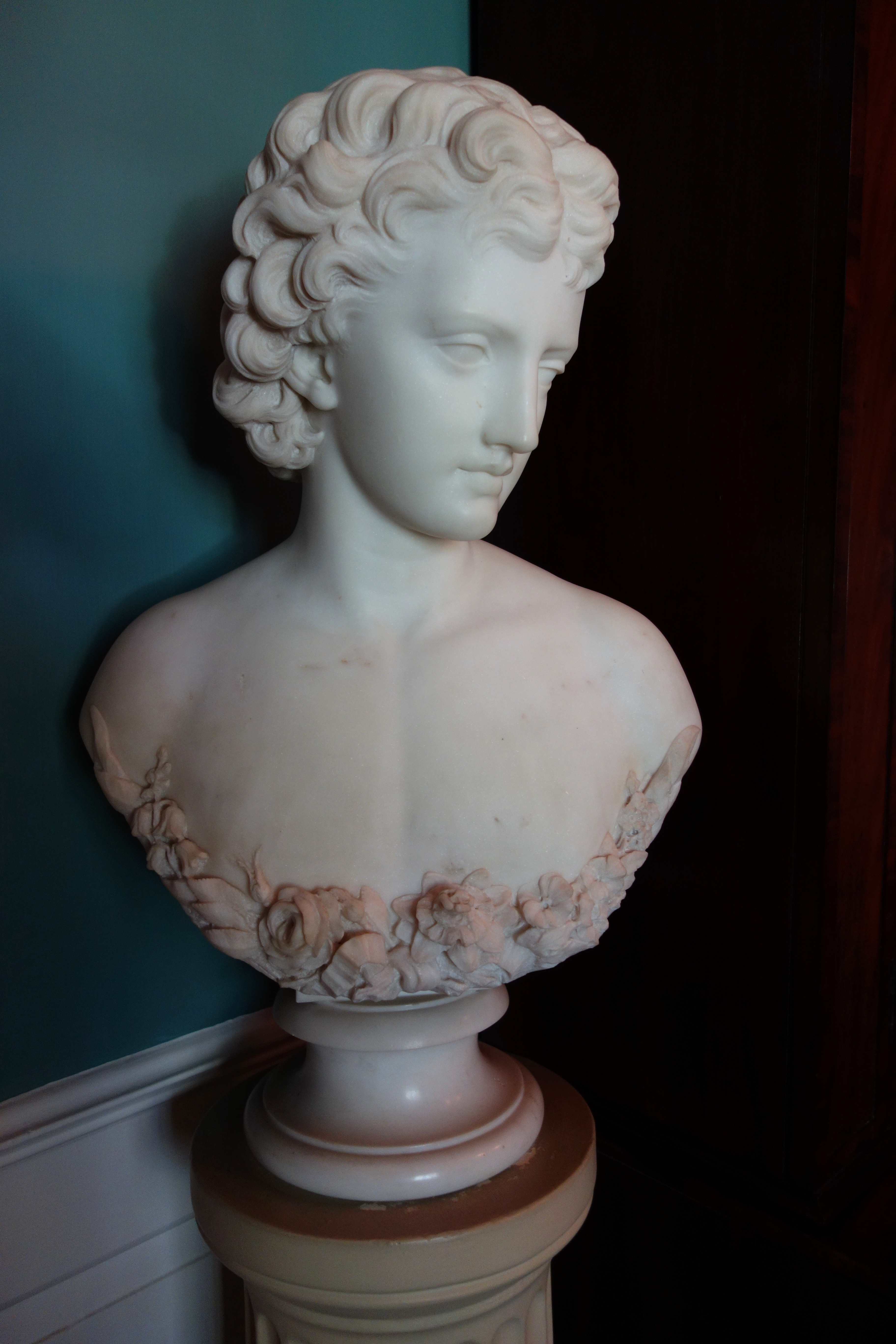
Sandalphon por Florence Freeman

Sandalfón (Hebreo: סָנְדַלְפוֹן Sānḏalfōn; en griego: Σανδαλφών:  Sandalfón) es un arcángel en los escritos judíos y cristianos, aunque no en las escrituras. Sandalfón ocupa un lugar destacado en las tradiciones literarias místicas del judaísmo rabínico y el cristianismo primitivo, especialmente en el Midrash, el Talmud y la Cábala, y generalmente se considera que reúne oraciones y se las transmite a Dios.

## Origen
Aunque no se hace referencia explícita en las escrituras, algunas de las fuentes más antiguas sobre Sandalfón se refieren a él como el profeta Elías transfigurado y elevado al estado angelical. Otras fuentes (principalmente del período midráshico) lo describen como el "hermano gemelo" de Metatrón, cuyo origen humano como Enoc era similar al origen humano de Sandalfón.

## Significado del nombre
El nombre de Sandalfón, que podría estar relacionado con el hebreo sandek, padrino (por lo tanto, corresponde a la tradición de una posición ocupada por Elías con respecto a la evocación del profeta en su capacidad de ser protector de los niños por nacer),también puede derivarse del prefijo griego sym- / syn-, que significa "juntos", y adelphos, que significa "hermano"; por lo que podría significar "co-hermano", ya que la palabra griega moderna para "compañero de trabajo" es synadelfos (συνάδελφος), tiene sus raíces como se ve en el Libro de Apocalipsis, capítulo 19, versículo 10. Esto probablemente se refiere a la relación de Sandalfón con Metatron, aunque esta derivación muestra influencias semíticas inciertas.

## Descripciones y funciones
Las descripciones físicas de Sandalfón varían según la fuente. Por lo general, se le representa como extremadamente alto: supera a Hadraniel en altura en un viaje de 500 años.  Durante la visita de Moisés al Tercer Cielo, se dice que vio a Sandalfón y se refirió a él como "ángel alto", aunque esta leyenda data de mucho después que la época del Torá. El Talmud babilónico Hagigah 13b dice que la cabeza de Sandalfón llega al cielo, lo que también se dice de Israfil y del monstruo griego Tifón, con quien Sandalfón parece compartir raíces mitológicas. También se le describe como miembro de los śārim (hebreo: שָׂרִים "príncipes"), y un jazán (חַזָּן maestro de la canción celestial).
En la Clave de Salomón, Sandalfón es designado como "el querubín femenino de la mano izquierda del Arca de la Alianza". En la liturgia de Sucot, se le atribuye haber reunido las oraciones de los fieles, hacer una guirnalda de tales oraciones y luego "conjurarlos para que asciendan como un orbe hacia el supremo Rey de Reyes". En el Zohar es "jefe del Séptimo Cielo".  Al igual que Miguel, él lleva a cabo una batalla incesante con Samael (quizás Satanás), ángel del mal.

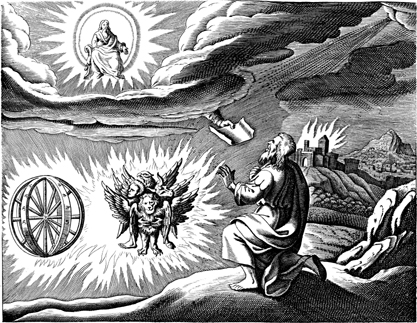
Visión de Ezequiel.

Los antiguos sabios también se refirieron a él con el nombre de Ofan (אוֹפַן "rueda"), una referencia a la "rueda dentro de la rueda" en la visión de Ezequiel del carro celestial en el Libro de Ezequiel capítulo 1. También se dice que el Sandalfón es fundamental para lograr la diferenciación del sexo en el embrión.
Ibn Hazm menciona a Sandalfón como un ángel "que sirve a la corona". Discute que los judíos, aunque consideran a Metatrón como un ángel, celebrarían a Metatrón como un dios menor 10 días al año, probablemente una referencia a Rosh Hashaná en relación con el misticismo del carro celestial de que Metatrón participó en la creación del mundo.
En Cabalá, Sandalfón es el ángel que representa a la sefirá Maljuth y se sobrepone (o se confunde con) el ángel Metatron. Se dice que se presenta ante la presencia femenina de la Shejiná. y recibir oraciones humanas y enviarlas a Dios.